# Filologia klasyczna

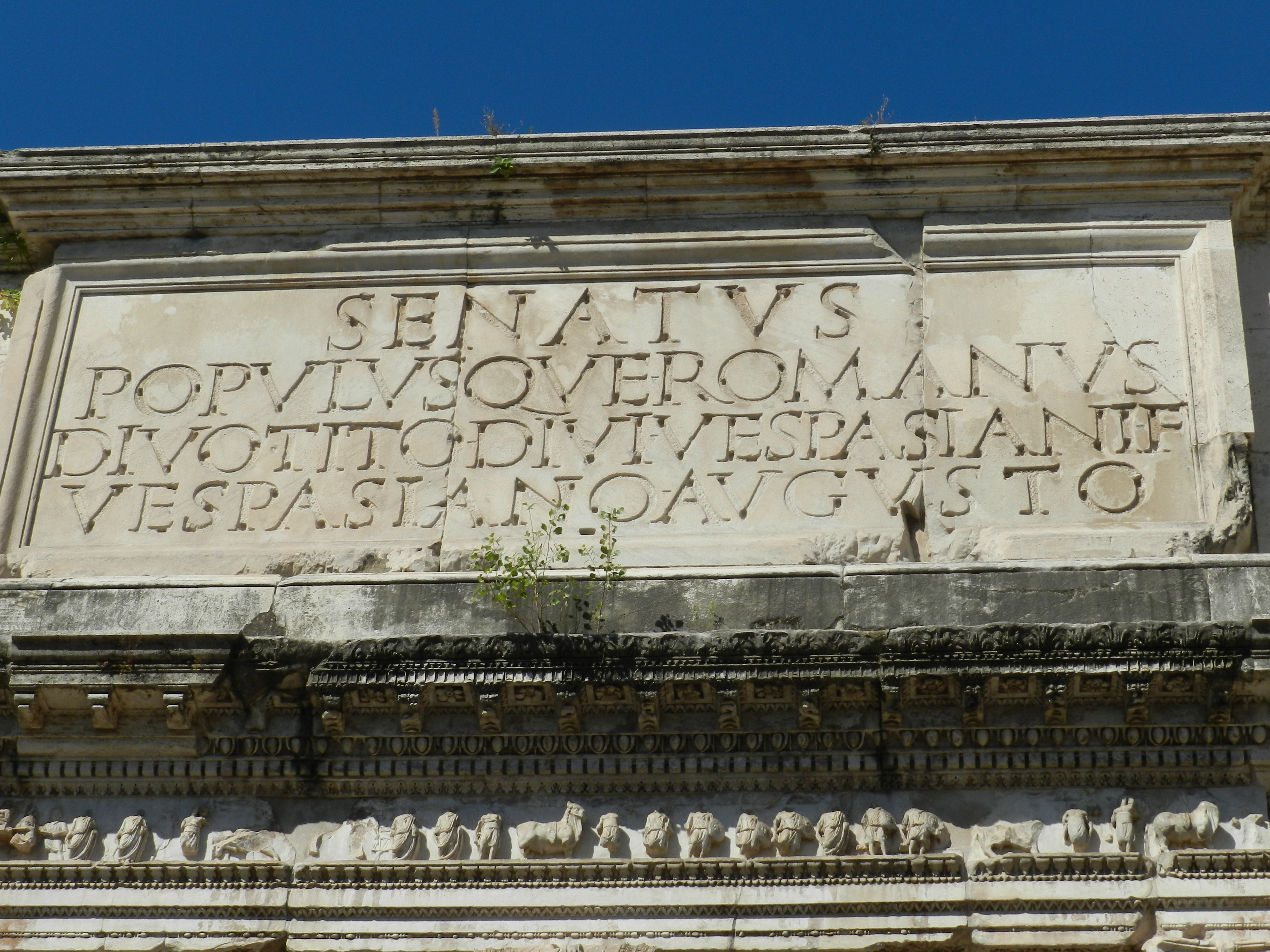
Zachowana inskrypcja w łacinie

Filologia klasyczna (gr.-łac. philologia classica, zamiłowanie do języków klasycznych) – gałąź nauk humanistycznych zajmująca się badaniem języków klasycznych dla kultury europejskiej (zwanych w skrócie klasycznymi), tj. greki i łaciny.
Filologia klasyczna zajmuje się przede wszystkim badaniem w oryginale arcydzieł literatury starożytnej (eposów Homera, dialogów Platona, tragików greckich i rzymskich, mów Cycerona, dzieł Wergiliusza, Owidiusza i Horacego).

## Pochodzenie nazwy
Termin φιλόλογος (philologos) pojawia się po raz pierwszy u Platona (Theatetus 146 A) i oznacza „miłośnika naukowej dyskusji”. Terminem φιλόλογος nazywał się Eratostenes, aleksandryjski uczony, zajmujący się m.in. historią literatury.
Na gruncie łacińskim Cyceron określał mianem philologia studiowanie literatury (Ad Atticum II 17,1).
W przeciwieństwie do greckiej φιλολογία, drugi człon nazwy omawianej nauki jest pochodzenia łacińskiego – classicus (scil. scriptor) oznacza dosłownie autora pochodzącego z pierwszej (najbogatszej) klasy majątkowej obywateli rzymskich (łac. classis), a więc najlepiej wykształconego, i co za tym idzie najbardziej wartościowego, klasycznego.

## Historia filologii klasycznej

### Starożytna Grecja
Homer, jako „nauczyciel Grecji” (Platon, Respublica 606 E) stał się, co najmniej od początków VI w. p.n.e., obiektem różnorodnych zainteresowań Hellenów. Różne źródła przypisują Solonowi, Pizystratowi bądź Likurgowi działania mające na celu upowszechnienie znajomości eposów homeryckich, wykonywanych przez rapsodów. Krytyki moralności Homeryckich bogów podjął się Ksenofanes z Kolofonu, który twierdził, że Homer przypisał nieśmiertelnym to, co uchodzi za hańbiące u ludzi. Także przedstawiciele ruchu sofistycznego niejednokrotnie wypowiadali swoje opinie na temat eposów Homera. I tak np. Protagoras uważał, że inwokacja Iliady, mająca być modlitwą, wyraża r o z k, a z, skierowany do Muzy („o p i e w a j gniew Achillesa, bogini”), Gorgiasz natomiast ułożył „Pochwałę Heleny”, zakorzenioną w treści „Iliady”.

### Filologia klasyczna od Renesansu po pierwszą połowę XX wieku
Renesansowi humaniści zapoczątkowali naukową krytykę tekstu. F. A. Wolf (1759-1824), który zapoczątkował dyskusję o autorstwie Iliady i Odysei postulował pojmowanie filologii klasycznej jako wiedzy o wszystkich aspektach starożytności, nie tylko jej obrazu utrwalonego w tekstach. G. Hermann (1772-1848) dawał pierwszeństwo badaniom nad tekstami, natomiast po ideał filologii klasycznej sensu lato sięgnął U. von Wilamowitz-Moellendorff. Jego uczeń, W. Jaeger, twórca kierunku Neuhumanismus (niem. Nowy humanizm) znów wysunął studia nad autorami na pierwsze miejsce, nie usuwając jednak z pola widzenia aspektów kultury starożytnej jako takiej. Na gruncie nauki polskiej T. Zieliński był zwolennikiem filologii klasycznej rozumianej jako wiedza o całym świecie starożytnym.

## Przedmiot badań filologii klasycznej
Obok zagadnień czysto językowych i literackich filologia klasyczna zajmuje się praktycznie wszystkimi aspektami historii, kultury, sztuki, wojskowości, techniki, handlu oraz zagadnieniami polityczno-socjologicznymi związanymi z obszarem i okresem oddziaływań języków klasycznych. W ramach filologii klasycznej istnieje również kilka specjalizacji: latynistyka, grecystyka i neolatynistyka, badająca dzieła pisarzy i filozofów nowożytnych (Erazm z Rotterdamu, Klemens Janicki), którzy pisali po łacinie. Wybitnym przedstawicielem poezji nowołacińskiej był jezuita Maciej Kazimierz Sarbiewski. W języku łacińskim tworzył czasami także Jan Kochanowski.

## Słynni filologowie klasyczni
Do najwybitniejszych filologów klasycznych zaliczani są: Isaac Casaubon, Joseph Scaliger, Julius Caesar Scaliger, Richard Bentley, Friedrich August Wolf, Karl Lachmann, Ludwig Schwabe, A.E. Housman, Ulrich von Wilamowitz-Moellendorff, M.L. West.
Wśród Polaków do najwybitniejszych klasyków w tej dziedzinie należą:
| - Zofia Abramowiczówna - Jerzy Axer - Mieczysław Brożek - Helena Cichocka - Maria Cytowska - Jerzy Danielewicz - Seweryn Hammer - Leon Joachimowicz - Oktawiusz Jurewicz | - Witold Klinger - Jerzy Kowalski - Adam Krokiewicz - Kazimierz Kumaniecki - Jerzy Łanowski - Władysław Madyda - Jerzy Manteuffel - Kazimierz Morawski - Władysław Strzelecki | - Janina Niemirska-Pliszczyńska - Gabriela Pianko - Marian Plezia - Gustaw Przychocki - Jan Sajdak - Jerzy Schnayder - Tadeusz Sinko - Stefan Srebrny - Wiktor Steffen | - Leon Sternbach - Hanna Szelest - Anna Świderkówna - Aleksander Turyn - Jan Wikarjak - Lidia Winniczuk - Tadeusz Zieliński |

Do filologów klasycznych najbardziej znanych poza swą akademicką dziedziną należeli Friedrich Nietzsche i Oscar Wilde, a także J.K. Rowling, Erich Segal i Boris Johnson. Spośród Polaków wymienić należy poetów Adama Mickiewicza, Jana Kasprowicza, Bogusława Butrymowicza, Kazimierę Jeżewską i Zygmunta Kubiaka, pisarzy Jana Parandowskiego, Artura Sandauera i Marka Krajewskiego, dyplomatę Jana Gawrońskiego, wśród duchownych wyróżniał się Jan Czuj.

## Polskie uczelnie kształcące filologów klasycznych
Filologię klasyczną można studiować na 10 z 19 polskich uniwersytetów. Są to:
- Uniwersytet Gdański – Katedra Filologii Klasycznej Uniwersytetu Gdańskiego,
- Uniwersytet Jagielloński – Instytut Filologii Klasycznej (IFK UJ)
- Katolicki Uniwersytet Lubelski Jana Pawła II,
- Uniwersytet Łódzki,
- Uniwersytet im. Adama Mickiewicza w Poznaniu,
- Uniwersytet Mikołaja Kopernika w Toruniu,
- Uniwersytet Warszawski – Instytut Filologii Klasycznej Uniwersytetu Warszawskiego (IFK UW) (część Wydziału Polonistyki UW)
- Uniwersytet Kardynała Stefana Wyszyńskiego w Warszawie,
- Uniwersytet Wrocławski – Instytut Studiów Klasycznych, Śródziemnomorskich i Orientalnych
- Uniwersytet Śląski – Katedra Filologii Klasycznej.

## Czasopisma z zakresu filologii klasycznej wydawane w Polsce
- „Eos” – najważniejsze czasopismo filologiczne, organ Polskiego Towarzystwa Filologicznego (obecnie wydawane we Wrocławiu).
- „Classica Cracoviensia” – czasopismo wydawane od 1995 w Krakowie w Instytucie Filologii Klasycznej Uniwersytetu Jagiellońskiego
- „Classica Wratislaviensia” – czasopismo wydawane w Uniwersytecie Wrocławskim.
- „Collectanea Philologica” – czasopismo wydawane w Łodzi (od 1995)
- „Do-so-mo” – czasopismo naukowe publikujące prace z zakresu mykenologii i filologii klasycznej (początkowo wydawane w Olsztynie, obecnie w Piotrkowie Trybunalskim).
- „Studia Classica et Neolatina” – czasopismo wydawane w Katedrze Filologii Klasycznej Uniwersytetu Gdańskiego.
- „Filomata” – czasopismo wydawane we Lwowie w dwudziestoleciu międzywojennym (1929-1939) i w latach powojennych (1957-1996).
- „Kwartalnik Klasyczny” (czasopismo wydawane we Lwowie w okresie dwudziestolecia międzywojennego).
- „Meander” – czasopismo wydawane w Warszawie (od 1945).
- „Nowy Filomata” – kwartalnik wydawany w Krakowie (od roku 1997).
- „Paideia. Przegląd dydaktyczno-naukowy z zakresu filologii klasycznej” – czasopismo wydawane w Lublinie w latach 1948–1949.
- „Przegląd Klasyczny” (czasopismo wydawane we Lwowie w okresie dwudziestolecia międzywojennego).
- „Roczniki Humanistyczne” z. 3: Filologia klasyczna – rocznik z zakresu filologii klasycznej wydawany przez Towarzystwo Naukowe KUL w Lublinie od 1949 roku.
- „Symbolae Philologorum Posnaniensium Graecae et Latinae” – rocznik filologiczny wydawany w Poznaniu.
- „Scripta Classica” – rocznik z zakresu filologii klasycznej wydawany przez Uniwersytet Śląski w Katowicach od 2004 roku.
- „Classica Catoviciensia. Scripta Minora” – rocznik (dawniej półrocznik) Koła Młodych Klasyków Uniwersytetu Śląskiego.